# Allobates algorei
Allobates algorei (synoniem: Colostethus algorei) is een kikkersoort uit de familie van de Aromobatidae. De wetenschappelijke naam van de soort is voor het eerst geldig gepubliceerd in 2009 door César Luis Barrio-Amorós en Juan Carlos Santos. De soortaanduiding algorei is een eerbetoon aan Al Gore.
De soort is nog alleen gevonden op vier verschillende plekken in Oost-Venezuela. Individuen zijn gevonden in zowel intact laaglandregenwoud langs de Rio Negro, als in verstoorde maar schaduwrijke bermen bij secundair bos. Deze soort heeft waarschijnlijk een hoge tolerantiedrempel van habitatdegradatie omdat de soort overvloedig gevonden is in sterk verstoorde habitats. Net zoals andere soortgenoten, wordt verondersteld dat de soort broedt in het water via larvale ontwikkeling.